# Classe Goliat
Le unità della classe Goliat (progetto 733 secondo la classificazione russa) sono rimorchiatori d'alto mare di piccole dimensioni, costruiti a cavallo tra gli anni cinquanta e sessanta.
In occidente, questa classe di navi è nota anche con il nome di classe Okhtenskiy.
La classificazione russa per questa classe di navi è in russo морской буксир?, morskoj buksir, "rimorchiatore d'alto mare", abbreviato MB.

## Il servizio

### Progetto 733

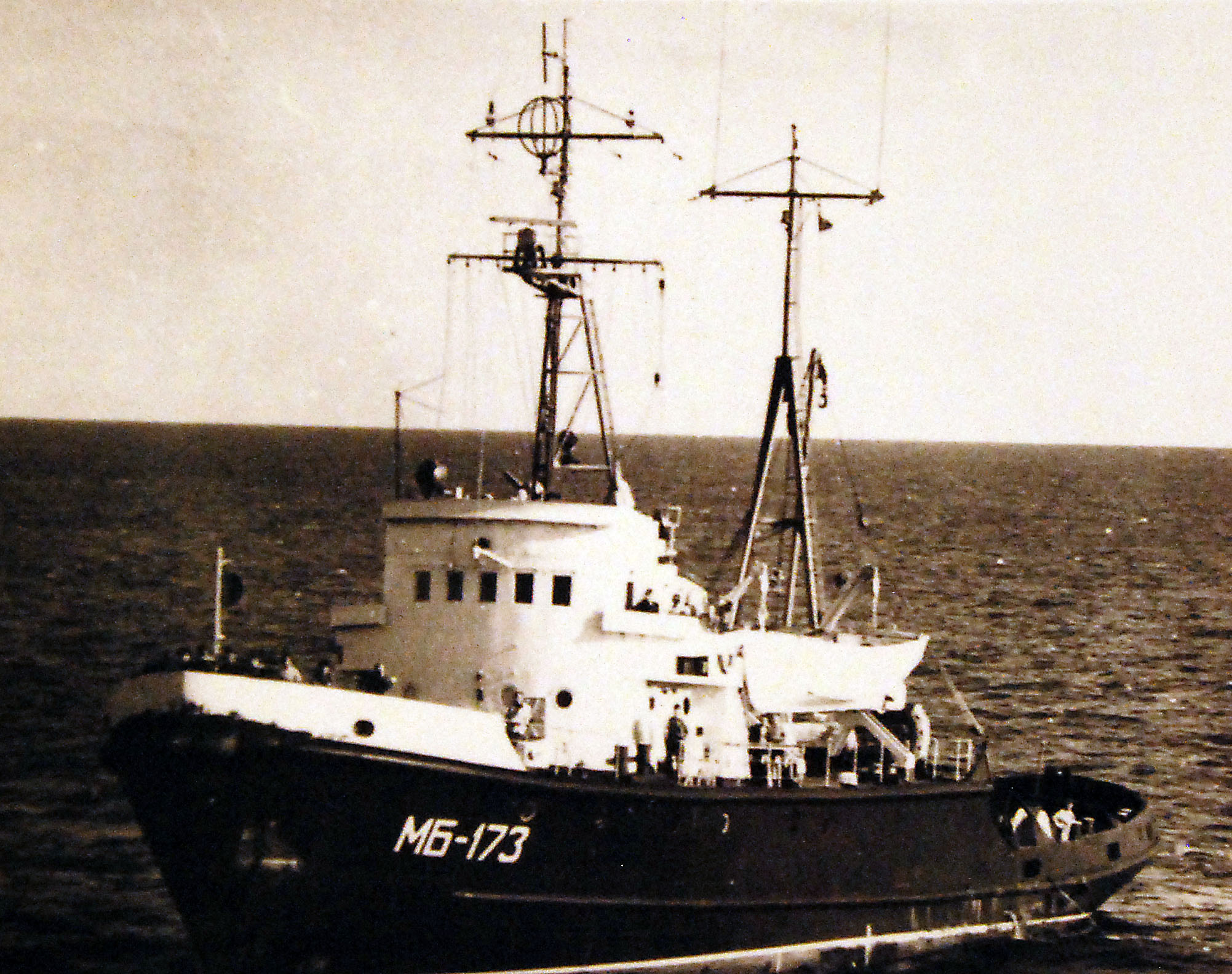
Il rimorchiatore d'alto mare sovietico ' (progetto 733) nel 1977

I rimorchiatori di questa classe hanno piccole dimensioni e prestazioni, in generale, non di rilievo.
Tutte le unità della classe sono state costruite a Leningrado. Non sono mai state modificate per operazioni di salvataggio e recupero.

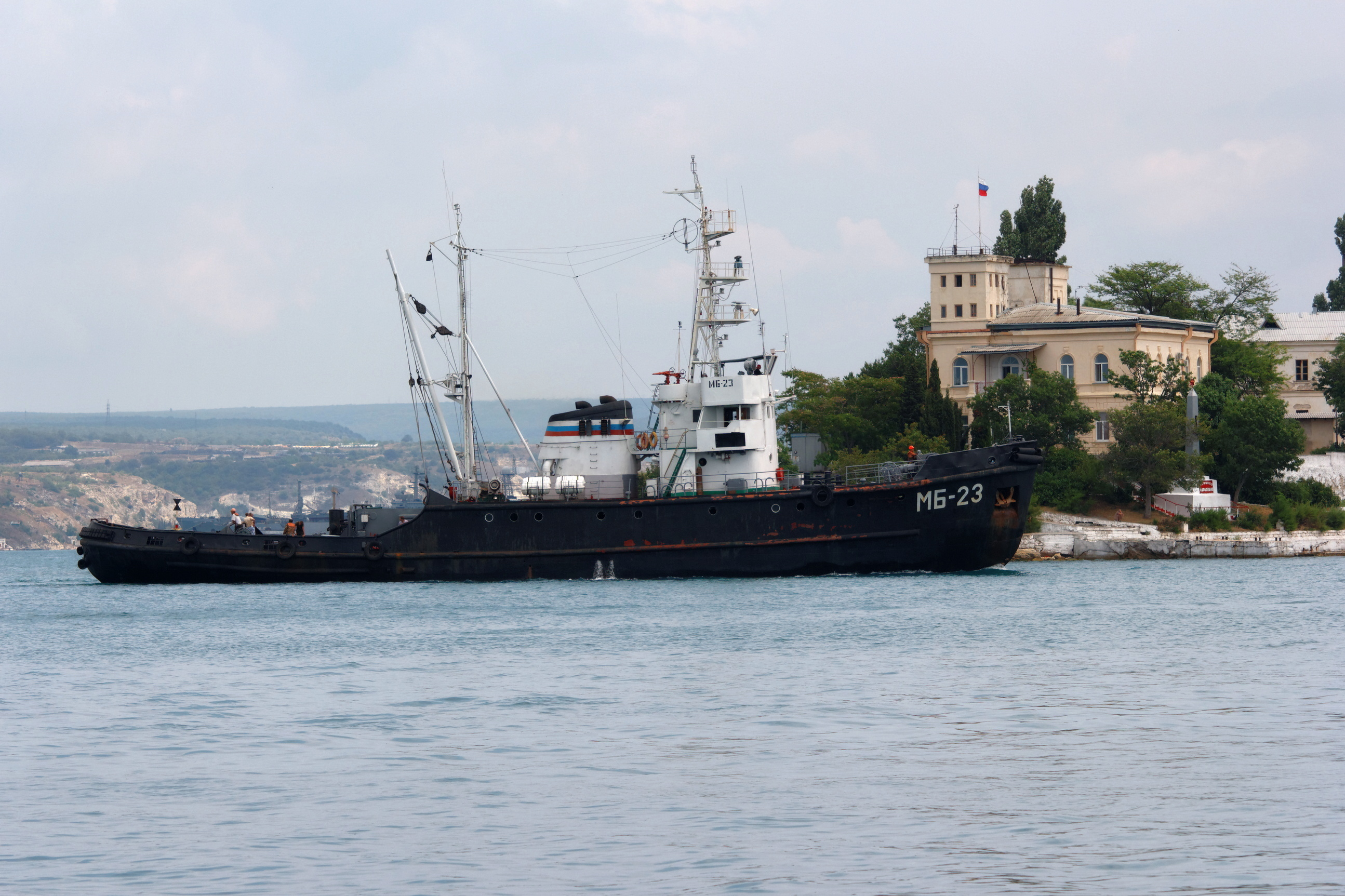
Il rimorchiatore d'alto mare russo ' (progetto 733) a Sebastopoli nel 2012

Oggi, dei circa 50 costruiti, ne rimangono in servizio solo una decina, non tutti (sembra) in condizioni di prendere il mare. Comunque, questi rimorchiatori sono ancora oggi utilizzati dalla marina militare russa (dati del 2023).
- MB-5: è stata operativa nella Flotta del Nord.
- MB-6: è stata operativa nella Flotta del Nord.
- UTS-267 (ex MB-7 fino al 1988): operò nella Flotta del Nord, dal 1988 è utilizzata come nave scuola ed è stata radiata nel 1997 dopo un incendio.
- MB-11: è stata operativa nella Flotta del Pacifico.
- MB-85: è stata operativa nella Flotta del Nord.
- MB-164: operò nella Flotta del Nord, è andata perduta nell'incidente nel 1990.
- MB-160: entrata in servizio nel 1959 ed operò nella Flotta del Mar Nero, è stata radiata nel 2008.
- MB-161: entrata in servizio nel 1960 circa ed operò nella Flotta del Pacifico. Il suo stato attuale è sconosciuto.[1]
- MB-8: entrata in servizio nel 1960 ed operativa nella Flotta del Nord.
- MB-21: entrata in servizio nel 1960 ed operò nella Flotta del Nord, è stata radiata nel 2007.
- MB-23: entrata in servizio nel 1960 ed operativa nella Flotta del Mar Nero.
- MB-152: entrata in servizio nel 1960 ed operò nella Flotta del Mar Nero (fino al 1962 nella Flotta del Baltico), è stata radiata nel 2003.
- MB-16: entrata in servizio nel 1961 ed operativa nella Flotta del Pacifico.
- MB-24 (ex MB-617 fino al 1961): entrata in servizio nel 1961 ed operò nella Flotta del Nord e poi nella Flotta del Pacifico, è stata radiata nel 1996.
- Ivan Pljusnin (ex MB-119 fino al 1961): entrata in servizio nel 1961 ed operò dal cantiere navale sovietico Severnoe mašinostroitel'noe predprijatie (ora il cantiere navale russo Sevmaš, in russo «Севмаш»?, a Severodvinsk). Nel 2008 è stata venduta alla compagnia russa Armand (in russo «Арманд»?) e demolita nel 2020.
- MB-136 (ex MB-619 fino al 1961): entrata in servizio nel 1961 ed operò nella Flotta del Pacifico. Il suo stato attuale è sconosciuto.
- MB-162: entrata in servizio nel 1961 ed operò nella Flotta del Baltico, è stata radiata nel 2012.
- MB-163: entrata in servizio nel 1962 ed operò nella Flotta del Pacifico. Il suo stato attuale è sconosciuto.
- MB-165: entrata in servizio nel 1962 ed operò nella Flotta del Baltico. Il suo stato attuale è sconosciuto.
- MB-169: entrata in servizio nel 1963 ed operativa nella Flotta del Baltico.
- MB-170 (ex MB-629 fino al 1963): entrata in servizio nel 1963 ed operò nella Flotta del Pacifico, è stata radiata nel 1996.
- MB-171: entrata in servizio nel 1963 ed operò nella Flotta del Baltico, è stata radiata nel 1994.
- MB-52: entrata in servizio nel 1964 ed operò nella Flotta del Nord, è stata radiata nel 2007.
- MB-172: entrata in servizio nel 1964 ed operò nella Flotta del Nord, è stata radiata nel 2007 dopo un incendio.
- MB-174: entrata in servizio nel 1964 ed operativa nella Flotta del Mar Nero (fino al 1968 nella Flotta del Baltico).
- MB-175 (ex MB-638 fino al 1964): entrata in servizio nel 1964 ed operò nella Flotta del Pacifico, è stata radiata nel 1994.
- MB-176: entrata in servizio nel 1964 ed operò nella Flotta del Pacifico, è stata radiata nel 2006 ed usata come nave bersaglio.
- MB-173: entrata in servizio nel 1965 ed operativa nella Flotta del Mar Nero.
- MB-178: entrata in servizio nel 1965 ed operò nella Flotta del Baltico, è stata radiata nel 2005.
- Kovel' (ex MB-51 fino al 1997): entrata in servizio nel 1965 ed operò nella Flotta del Mar Nero fino al 1997, e poi nella marina militare ucraina. Oggi non sono più operativa.
- MB-166: entrata in servizio nel 1966 ed operò nella Flotta del Pacifico. Il suo stato attuale è sconosciuto.
- MB-12: entrata in servizio nel 1967 ed operò nella Flotta del Pacifico, è stata radiata nel 2008 ed usata come nave bersaglio.

Altre dieci unità circa erano in servizio con compiti civili nella marina mercantile dell'Unione Sovietica, e poi della Russia, dell'Azerbaigian e del Turkmenistan. Sei o sette unità erano in servizio nelle forze marittime egiziane.

#### Truppe di frontiera
I classe Goliat sono stati inoltre utilizzati anche dalle truppe di frontiera sovietiche, che ne ricevette tre per il servizio nel Pacifico e nei mari Bianco e di Barents. Si tratta di navi assolutamente identiche a quelle in servizio con la marina militare, tranne per il fatto che sono provviste di un armamento leggero: 1 cannone binato ZIF-31BS da 57 mm (PSKR-467 e PSKR-482) o 1 mitragliera doppia 2M-3M da 25 mm (PSKR-460).
Per queste navi la classificazione è in russo пограничный сторожевой корабль?, pograničnyj storoževoj korabl', "pattugliatore di frontiera", abbreviato PSKR.
- PSKR-460: entrata in servizio nel 1961 circa ed operò nei mari Bianco e di Barents, è stata radiata nel 1993.
- PSKR-467: entrata in servizio nel 1963 ed operò nel Pacifico, è stata radiata nel 1994.
- Agat (ex PSKR-482 fino al 1996): entrata in servizio nel 1967 ed operò nel Pacifico, è stata radiata nel 1993. Nel 1996 è stata venduta alla compagnia russa Akot & Kº (in russo «Акот и Кº»?) e radiata nel 2004.

### Progetto 733S

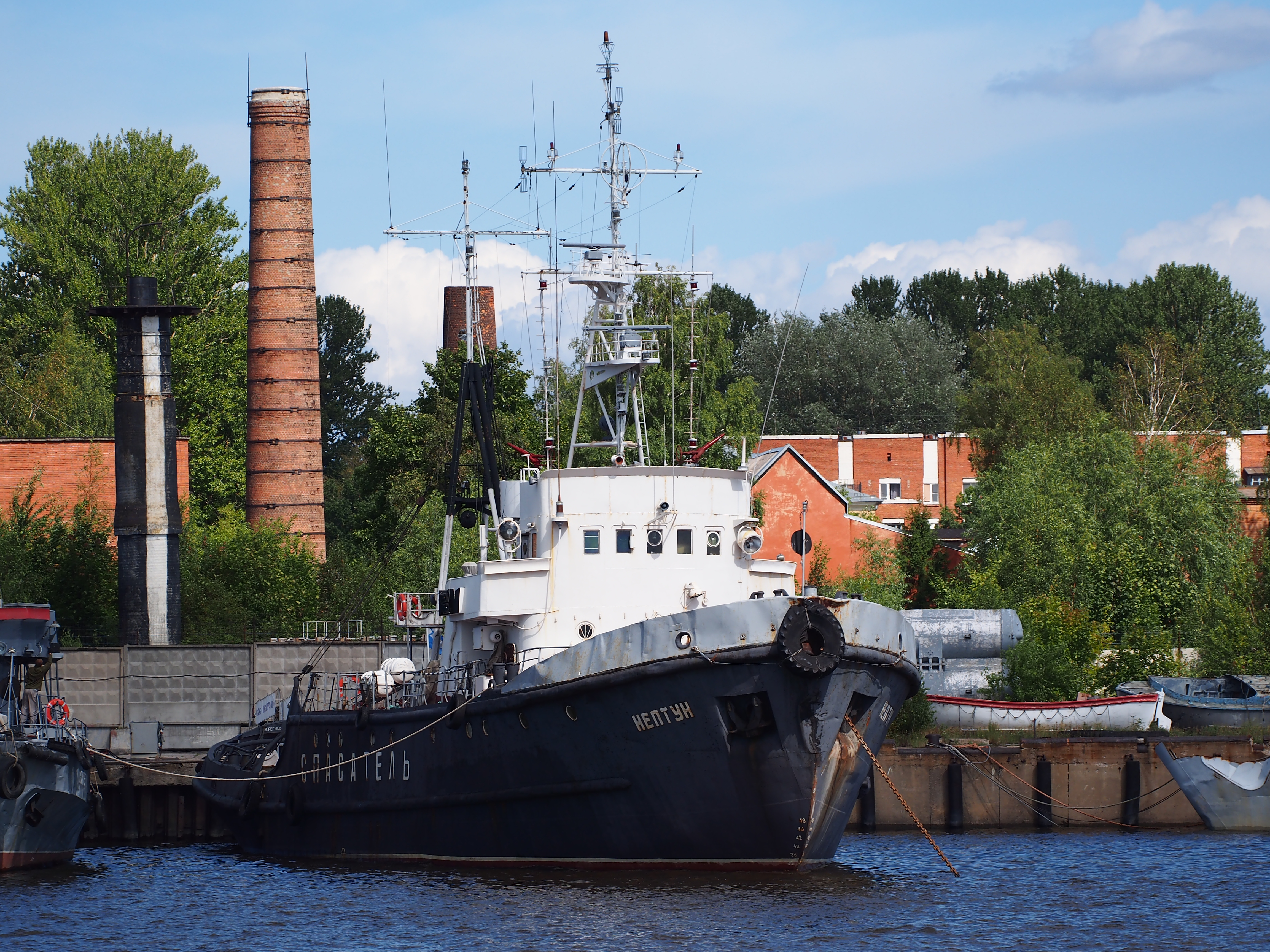
Il rimorchiatore da salvataggio russo Neptun (progetto 733S) nel porto di Kronštadt nel 2016

Alcune unità sono state classificate come in russo спасательный буксир?, spasatel'nyj buksir, "rimorchiatore da salvataggio", abbreviato SB. Si tratta del progetto 733S, praticamente identico alla versione base: le modifiche sono assolutamente marginali e riguardano solo alcune dotazioni di bordo.

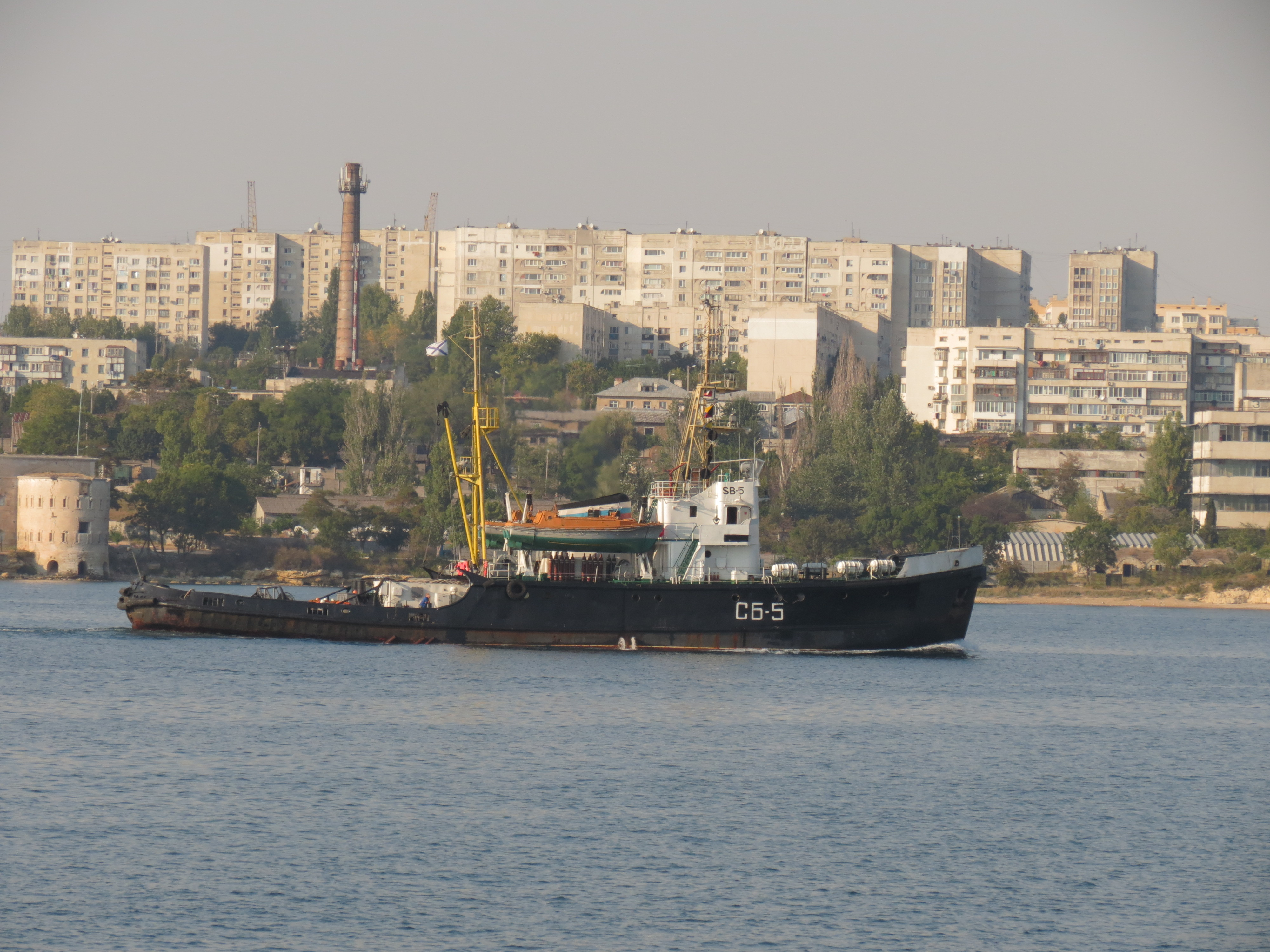
Il rimorchiatore da salvataggio russo ' (progetto 733S) a Sebastopoli nel 2012

Le unità di questo tipo oggi operative sono circa sei (dati del 2023).
- SB-3: è stata operativa nella Flotta del Nord.
- SB-10: operò nella Flotta del Pacifico, è andata perduta nell'incidente nel 1974.
- SB-11: operò nella Flotta del Baltico (fino al 1989 nella Flotta del Nord), il suo stato attuale è sconosciuto.
- SB-4: entrata in servizio nel 1959 ed operativa nella Flotta del Mar Nero.
- Neptun (ex SB-7): entrata in servizio nel 1961 ed operativa nella Flotta del Baltico.[1]
- SB-28 (ex MB-615 fino al 1961): entrata in servizio nel 1961 ed operò nella Flotta del Pacifico, è stata radiata nel 1990.
- Izjaslav (ex SB-15 fino al 1997): entrata in servizio nel 1962 ed operò nella Flotta del Mar Nero fino al 1997 (fino al 1966 nella Flotta del Nord), e poi nella marina militare ucraina. Oggi non sono più operativa.
- SB-36 (ex MB-634 fino al 1963): entrata in servizio nel 1963 ed operò nella Flotta del Pacifico, è stata radiata nel 1990.
- Orion: entrata in servizio nel 1963 ed operò nella Flotta del Mar Nero, è stata radiata nel 2019.
- Loksa: entrata in servizio nel 1963 ed operò nella Flotta del Baltico, è stata radiata nel 2018.
- SB-9: entrata in servizio nel 1964 ed operativa nella Flotta del Nord.
- SB-5: entrata in servizio nel 1965 ed operativa nella Flotta del Mar Nero.
- SB-6: entrata in servizio nel 1965 ed operativa nella Flotta del Baltico.

### Progetto 733P
Vi sono tre unità della classe Goliat classificate come rimorchiatori da trasporto misto di passeggeri e merci (progetto 733P), ma sono praticamente identiche alle altre.
- Olonka: entrata in servizio nel 1959 ed operò nella Flotta del Pacifico, è stata radiata nel 2002.
- Avača: entrata in servizio nel 1968 ed operò nella Flotta del Pacifico, è stata radiata nel 2012. È stata usata come nave bersaglio nel 2014.
- Ajanka: entrata in servizio nel 1968 ed operò nella Flotta del Nord, è stata radiata nel 2009. È stata usata come nave bersaglio nel 2012.